# Downieville (California)
Downieville es un área no incorporada y sede del condado de Sierra en el estado estadounidense de California. La localidad se encuentra ubicada a lo largo de la Ruta Estatal de California 49 en el Bosque Nacional Tahoe, se creó al encontrarse oro el 14 de septiembre de 1849.

## Geografía
Downieville se encuentra ubicado en las coordenadas 39°33′N 120°49′O / 39.550, -120.817.